# Newell (California)
Newell es un lugar designado por el censo ubicado en el condado de Modoc en el estado estadounidense de California. En el año 2010 tenía una población de 449 habitantes.

## Geografía
Newell se encuentra ubicado en las coordenadas 41°53′16″N 121°22′22″O / 41.88778, -121.37278.